# Cifra ADFGVX

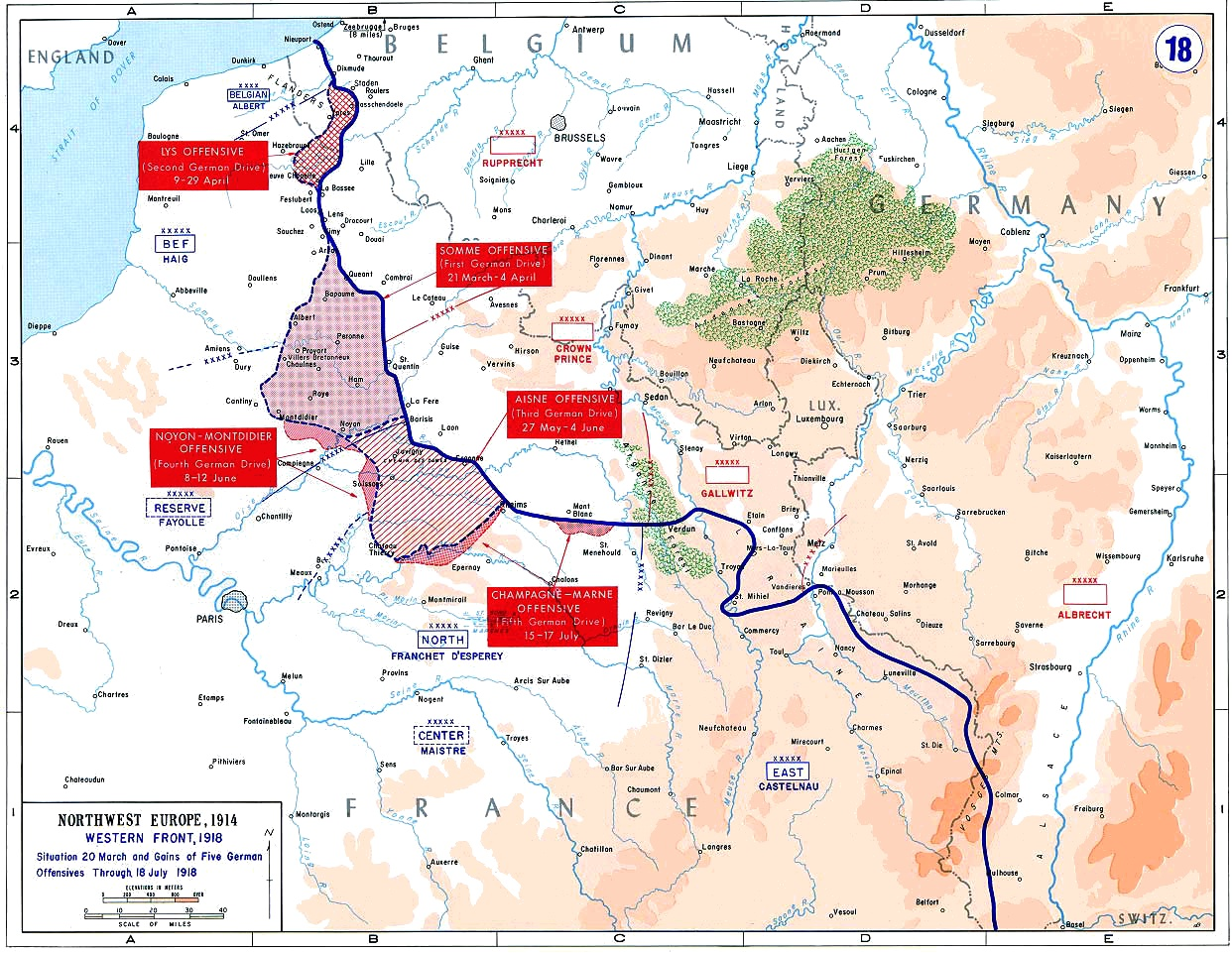
A cifra ADFGVX foi utilizada pela primeira vez na ofensiva da Primavera no final da I Guerra Mundial em 1918.

A cifra ADFGVX é um método de criptografia que combina as técnicas de substituição de acordo com um diagrama de Políbio e transposição. O método foi desenvolvido pelo coronel Fritz Nebel do exército alemão no final da Primeira Guerra Mundial, a partir de uma versão menos complexa, a cifra ADFGX. A cifra foi quebrada poucos meses depois, pelo criptanalista francês Georges Painvain.

## Um exemplo criptografado com a cifra ADFGVX
A cifra ADFGVX baseia-se num quadrado de Políbio de 6x6, com 36 caracteres, que inclui as 26 letras do alfabeto latino e os 10 algarismos. A chave é constituída pelas letras A-D-F-G-V-X, escolhidas por serem muito distintas em código Morse evitando assim erros de transcrição nas comunicações via telégrafo. Para a comunicação entre partes ser bem sucedida, este diagrama variável tem que ser conhecido por ambas as partes.
Supondo que utiliza o seguinte quadrado de Políbio:
|   | A | D | F | G | V | X |
| A | N | 1 | H | D | Z | 3 |
| D | 4 | C | T | 5 | I | Y |
| F | 7 | E | 6 | 2 | Q | 9 |
| G | 8 | K | U | A | O | F |
| V | R | M | 0 | S | V | W |
| X | P | L | J | X | B | G |

Para criptografar uma dada frase com este diagrama, as letras que compõem a mensagem são substituídas pelos seus equivalentes da chave utilizada.
```
Mensagem original
: A    E  N  C  I  C  L  O  P  E  D  I  A    L  I  V  R  E
```

```
Mensagem cifrada
:  GG   FD AA DD DV DD XD GV XA FD AG DV GG   XD DV VV VA FD
```

A mensagem cifrada é então organizada numa tabela baseada numa chave de tamanho variável de acordo com a dimensão da mensagem. O passo seguinte é ordenar a chave por ordem alfabética e transpôr a mensagem cifrada.
Supondo que a chave criptográfica é a palavra "MURIEL", obtém-se:
|  | M | U | R | I | E | L |  |  | --> |  |  | E | I | L | M | R | U |
|  | - | - | - | - | - | - |  |  | --- |  |  | - | - | - | - | - | - |
|  | G | G | F | D | A | A |  |  |     |  |  | A | D | A | G | F | G |
|  | D | D | D | V | D | D |  |  |     |  |  | D | V | D | D | D | D |
|  | X | D | G | V | X | A |  |  |     |  |  | X | V | A | X | G | D |
|  | F | D | A | G | D | V |  |  |     |  |  | D | G | V | F | A | D |
|  | G | G | X | D | D | V |  |  |     |  |  | D | D | V | G | X | G |
|  | V | V | V | A | F | D |  |  |     |  |  | F | A | D | V | V | V |

A mensagem final, a ser transmitida via rádio será então lida por colunas:
AD XD DF DV VG DA AD AV VD GD XF GV FD GA XV GD DD GV
Para ler a mensagem, o destinatário terá somente que inverter o processo, sabendo a chave utilizada e a composição do diagrama de substituição em uso.

## Utilização e deciframento
A cifra ADFGVX foi escolhida pelo exército alemão para criptografar as mensagens do alto comando do exército no início da que seria a última ofensiva da primeira guerra mundial. A cifra foi idealizada pelo coronel Fritz Nebel, a partir de um esquema semelhante, mas mais simples, baseado num diagrama de Políbio 5x5 e sem o passo de transposição. Na época, a cifra ADFGVX prometia segurança máxima e foi posta em prática pela primeira vez no dia 5 de Março de 1918, nas semanas que antecederam a ofensiva da Primavera (segunda batalha do Somme) iniciada a 21 de Março.
No outro lado das trincheiras, as mensagens cifradas com ADFGVX foram interceptadas pelos franceses que reconheceram a importância desta cifra ininteligível. Com o início da segunda batalha do Somme, tornou-se claro que o lado inimigo estava a basear todas as comunicações do estado maior nesta cifra. Para desvendar a cifra ADFGVX, o exército francês recrutou o tenente Georges Painvin, um especialista em criptanálise militar. Painvain atirou-se ao trabalho dia e noite, utilizando técnicas de análise de frequência estatística, baseado nas mensagens interceptadas todos os dias. O seu trabalho focou o início das mensagens que eram estilizadas de acordo com os rígidos protocolos militares do exército alemão.
No início de Junho de 1918, o exército alemão já se encontrava a 100 km de Paris e a situação estava desesperada. Painvain conseguiu, no entanto, decifrar a primeira mensagem às primeiras horas do dia 2 de Junho. A mensagem decifrada era um pedido urgente de munições para uma dada localização. Com esta informação, os franceses perceberam quais os planos do inimigo e conseguiram conter a investida alemã.
A cifra ADFGVX tinha sido quebrada parcialmente, mas o esforço foi enorme para o tenente francês, que perdeu 15 kg durante os meses em que trabalhou no problema. A solução geral para esta cifra foi encontrada apenas em 1933.